# Empoascanara tratica
Empoascanara tratica är en insektsart som först beskrevs av Hongsaprug 1983.  Empoascanara tratica ingår i släktet Empoascanara och familjen dvärgstritar.
Artens utbredningsområde är Thailand. Inga underarter finns listade i Catalogue of Life.